# 喀里多尼亞航空
喀里多尼亞航空（法語：Société Aircalin），通常又稱為喀里多尼亞國際航空（Air Calédonie International）以便與另一家以新喀里多尼亞為服務對象的區域航空公司喀里多尼亞空中運輸（Air Calédonie）作區隔，是一家成立於1983年9月，於同年12月2日開始營運的航空公司。
喀里多尼亞航空的首條航線是與澳洲航空合作使用波音747飞航于努美阿和墨爾本间。這項服務後來更名為喀里多尼亞快運。用從諾魯航空租借的波音737-200服務擴展到布里斯本、維拉港、瓦利斯及富圖納群島和楠迪。1985年購買卡拉維爾10B3，1987年起用DHC-6營運瓦利斯及富圖納群島航線。1988年卡拉維爾從機隊中除役並引進波音737。在1995-96年期間，麥道DC-10-30使用在努美阿、布里斯本和帕皮提航線。1996年航空公司商標公開，在7月11日與澳洲航空協議備忘錄為聯盟，聯合服務因此創立。從1997年波音767開始營運。2000年3月開始用空中巴士A310飛行新航點大阪。2001年訂購2架空中巴士A330-200，並在2003年開始服務。在2004年2月，空中巴士A320交付給公司和服務在努美阿和雪梨之間。

## 航點

### 亚洲
- 日本
  - 東京（成田國際機場）
- 新加坡
  - 新加坡（樟宜國際機場）

### 大洋洲
- - 布里斯本（布里斯本機場）
  - 墨爾本（墨爾本國際機場）
  - 雪梨（金斯福德·史密斯機場）
- 新西兰
  - 奧克蘭（奧克蘭國際機場）

#### 太平洋島嶼
- 斐济
  - 楠迪（楠迪國際機場）
- 法屬波利尼西亞
  - 帕皮提（法阿國際機場）
- 新喀里多尼亞
  - 努美阿（努美阿國際機場）基地
- - 維拉港（維拉港國際機場）
- - 富圖納島（富圖納機場）
  - 馬塔烏圖（馬塔烏圖機場）

## 機隊

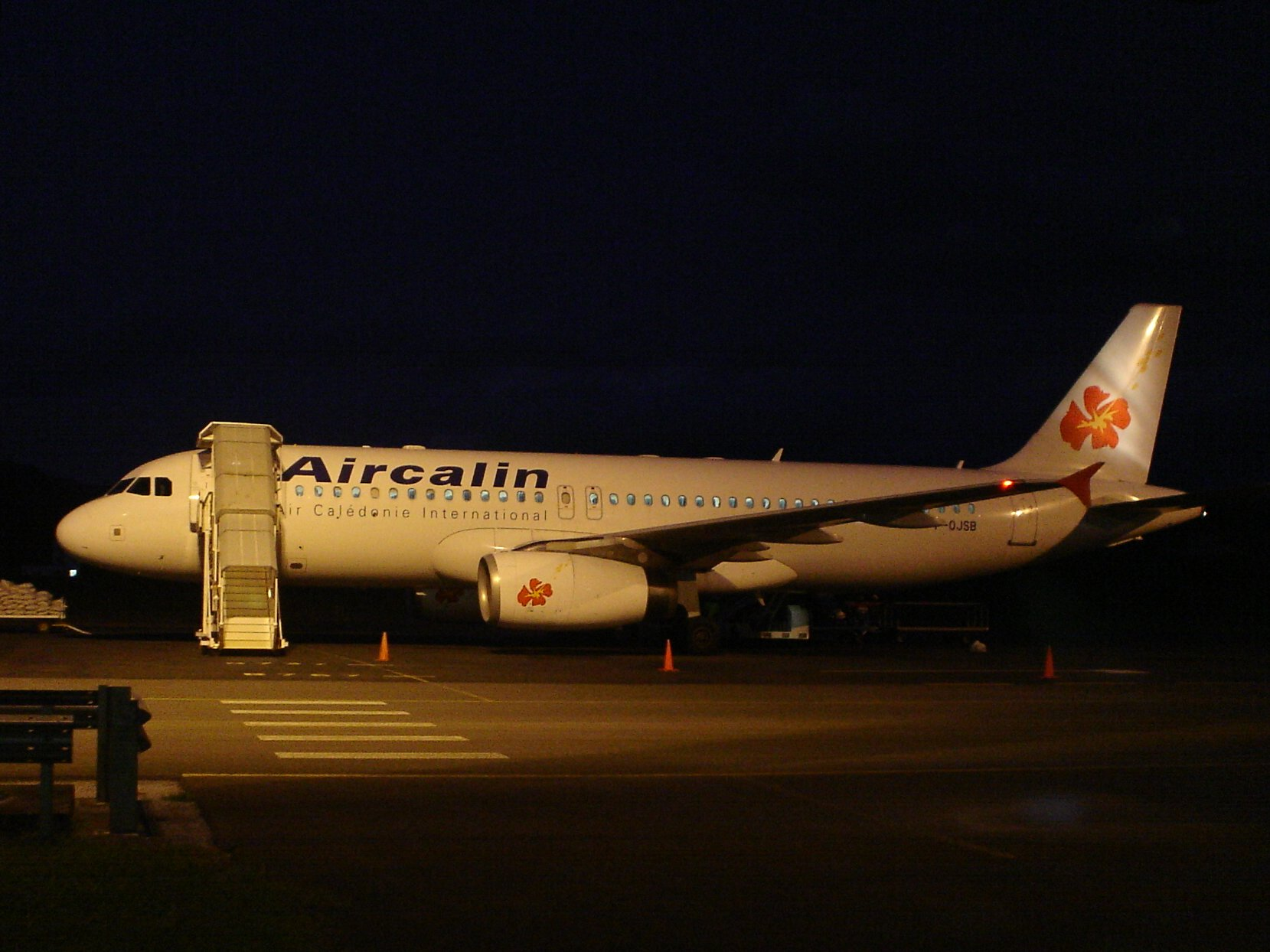
喀里多尼亞航空的空中巴士A320-200型客機在維拉港國際機場

截至2021年11月，喀里多尼亞航空機隊如下：
| 機型                | 數量 | 已訂購 | 載客量 | 載客量 | 載客量 | 載客量 | 備註 |
| 機型                | 數量 | 已訂購 | J      | Y+     | Y      | 總數   | 備註 |
| ------------------- | ---- | ------ | ------ | ------ | ------ | ------ | ---- |
| 空中巴士A320neo     | 1    | 1      | 8      | —      | 160    | 168    |      |
| 空中巴士A330-900neo | 2    | —      | 26     | 21     | 244    | 291    |      |
| 德哈維蘭加拿大DHC-6 | 2    | —      | —      | —      | 16     | 16     |      |
| 總數                | 5    | 1      |        |        |        |        |      |

## 外部連結
- 喀里多尼亞航空（页面存档备份，存于）